# آي باد أو إس 17
آي باد أو إس 17 (بالإنجليزية: iPadOS 17)‏ هو الإصدار الخامس الرئيسي لنظام التشغيل آي باد أو إس الذي طورته شركة أبل لخط أجهزة iPad من أجهزة الكمبيوتر اللوحية. تم الإعلان عن خليفة iPadOS 16 في مؤتمر المطورين العالمي للشركة (WWDC) في 5 يونيو 2023 ومن المقرر إصداره في خريف 2023 جنبًا إلى جنب مع آي أو إس 17.
يسقط iPadOS 17 الدعم للجيل الأول من iPad Pro والجيل الخامس من آي باد.

## وصلات خارجية
- الموقع الرسمي

1. ↑  وصلة مرجع: https://support.apple.com/de-de/121012. الوصول: 4 يناير 2025.